# 경주예술의전당
경주예술의전당(Gyeongju Arts Center)은 경상북도 경주시 알천북로 1(황성동 988)에 있는 문화 예술 공연장이다.

## 개요
2010년 11월 6일에 개관했다. 지하 2층, 지상 5층, 연면적 2만245m2 규모이며, 대공연장(1,100석), 소공연장(350석), 야외공연장, 전시실 등의 시설을 갖추고 있다. 지역 주민들을 위한 공연·전시 등 다양한 문화행사 공간으로 사용되며, 경상북도 경주시 황성동 황성공원 내에 있다.

## 운영
- 경주시립극단
- 경주시립합창단
- 경주시립신라고취대

## 시설

### 공연장
- 화랑홀(대공연장)
- 원화홀(소공연장)
- 어울마당(야외공연장)

### 알천미술관
- 갤러리해
- 갤러리스페이스
- 갤러리달
- 갤러리별

### 기타시설
- 대회의실
- 세미나실
- 영상회의실
- 대연습실
- 소연습실
- 실습실
- 분장실
- 귀빈실
- 전망대

## 같이 보기
- 서라벌문화회관